# 恩里克·卡塞雷斯
恩里克·卡塞雷斯（Enrique Cáceres，1974年3月20日—），出生於阿根廷首都布宜諾斯艾利斯，是巴拉圭籍足球球證。他於2010年成為國際足協的國際球證，得以為國際比賽執法。之後，他為多屆的南美自由盃和多場的世界盃南美洲區外圍賽裁決。2016年，他曾為當屆的世界冠軍球會半決賽判決。翌年，擔任U-20世界盃球證。2018年1月，獲國際足協委任為當屆世界盃的球證之一，他為東道主俄羅斯對埃及的分組賽執法。

## 資料來源
1. ↑  .   [2018-06-21]. （原始内容存档于2016-03-12）.
2. ↑  .   [2018-06-21]. （原始内容存档于2020-10-01）.
3. ↑  Paraguayan referee Enrique Cáceres appointed for Egypt-Russia clash